# Nihon Hidankyō
| Premio Nobel per la pace 2024 |

Nihon Hidankyō (日本被団協?), nome completo Japan Confederation of A- and H-Bomb Sufferers Organizations (日本原水爆被害者団体協議会?, Nihon gensuibaku higaisha dantai kyōgi-kai), è un'organizzazione giapponese che rappresenta i sopravvissuti (noti come hibakusha) dei bombardamenti atomici di Hiroshima e Nagasaki e lotta per l'abolizione delle armi nucleari. È stata costituita nel 1956. 
Dopo essere stata candidata al premio Nobel per la pace dall'IPB negli anni 1985, 1994 e 2015, lo ha infine ottenuto nel 2024 «per i suoi sforzi volti a realizzare un mondo libero dalle armi nucleari e per aver dimostrato attraverso le testimonianze che le armi nucleari non devono mai più essere utilizzate».